# حنقط ملقة
حِنْقِط مَلَقَة طائر من الحنقط كبير الجثة. طوله نحو 70 سم. قنزعته صغيرة قصيرة قليلة الريش. ثوبه متراكب الألوان يكثر فيه الأصهب والأخضر المذهب. موطنه ملقة والهند الصينية. يحتفل الاسم العلمي بذكرى عالم الحيوان البريطاني فيليب سقيطر.

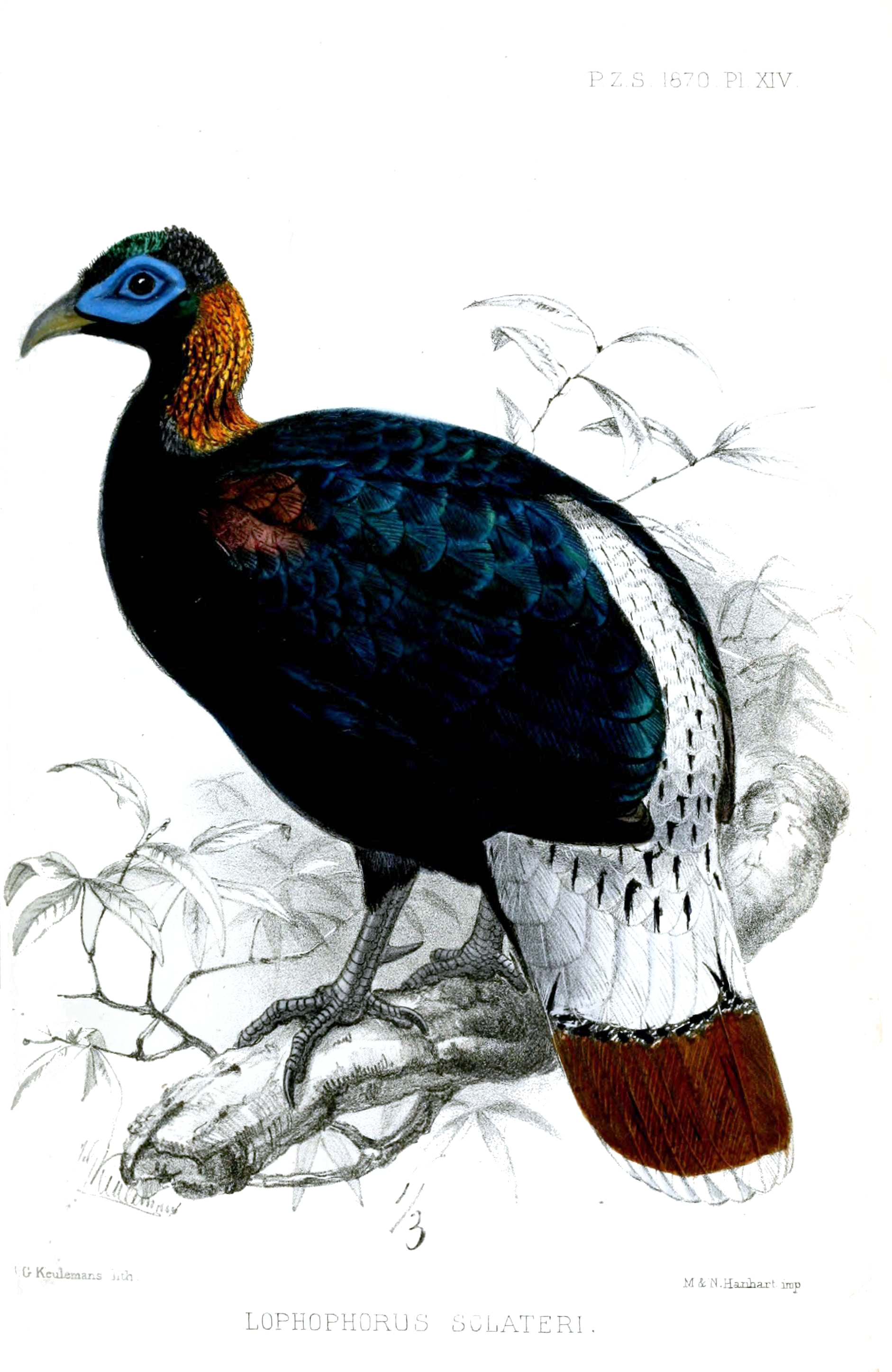
ذكر

من المحتمل أن يتكون النظام الغذائي لهذا الطائر مثله مثل الأعضاء الآخرين من جنس الحنقط، تكونًا أساسيًا من الدرنات والجذور والبصلات والمفصليات والقوارض والبذور والزهور. تضع الأنثى عادة ما بين ثلاث إلى خمس بيضات. من غير المعروف ما إذا كان الذكر يشارك في الدفاع عن العش، لكن هذا مرجح.

## الحماية
بسبب فقدان الموائل المستمر، وقلة عدد هذا النوع والمدى المحدود والصيد الجائر في بعض المناطق بغرض الأكل أو الحصول على ريشه، فقد قُيِّمَ بأنه معرض للخطر في القائمة الحمراء للأنواع المهددة. وهي مدرجة في الملحق الأول من معاهدة التجارة العالمية لأصناف الحيوان والنبات البرية المهددة بالانقراض.